# Джеймсон, Доротея
Доротея Джеймсон (англ. Dorothea Jameson, 16 ноября 1920, Ньютон, Массачусетс — 12 апреля 1998) — американский когнитивный психолог, внесла большой вклад в область цвета и зрения.
Она родилась в Ньютоне, Массачусетс. Джеймсон училась в колледже Уэллсли. На первом курсе она выбрала психологию своей специальностью, потому что была «заинтригована тем, что первокурсникам для поступления требуется специальное разрешение». Окончила колледж в 1942 году. Ещё обучаясь в Уэллсли, она также работала волонтёром в качестве научного сотрудника в Гарварде, где познакомилась со своим будущим мужем Лео Гурвичем. Они поженились в 1948 году.
Позже в 1972 году Джеймсон была назначена профессором Пенсильванского университета. Она была удостоена почётных степеней Пенсильванского университета в 1972 году и Университета штата Нью-Йорк в 1989 году. 
Она неожиданно умерла 12 апреля 1998 года от ранее не диагностированного рака лёгких.

## Исследования зрения
Ещё будучи студенткой колледжа Уэллсли, Джеймсон работала научным сотрудником в Гарварде, где помогала повысить точность визуальных дальномеров, использовавшихся во время Второй мировой войны. Джеймсон продолжила изучать зрение в Гарварде в 1947 году. В то время Ральф Эванс, тогдашний руководитель отдела контроля цвета в Eastman Kodak, осознал, что понимание цвета — как в трёхмерном мире, так и на фотографиях — в решающей степени зависит от понимания процессов восприятия, и поэтому нанял исследователей для работы над визуальным восприятием. 
В 1957 году Джеймсон вместе со своим мужем Гурвичем предоставила количественные данные для оппонентной теории цвета Геринга. Это называлось «методом подавления оттенка». Эксперименты по подавлению оттенка начинаются с цвета (например, жёлтого) и происходят попытки определить, сколько оппонентного цвета (например, синего) к одному из компонентов исходного цвета необходимо добавить, чтобы исключить любой намёк на этот компонент из исходного цвета.
В 1982 году Джеймсон получила премию Эдгара Д. Тилльера от Оптического общества за вклад в наше понимание зрительных процессов.